# Франческо Роба
Франческо Роба (итал. Francesco Robba; Венеција, 1. мај 1698 — Загреб, 24. јануар 1757) био је италијански вајар који је живео у Љубљани.

## Биографија
Већи део живота проживео је у Љубљани. Године 1722. се оженио са ћерком љубљанског каменоресца, Терезијом. Након тастове смрти 1727. преузима породичну радњу. Убрзо почиње радити на сакралним објектима, као што су љубљанска и загребачка столна црква.
Поставио је споменике у Клагенфурту (св. Јован Непомук), а у Љубљани је направио споменик Свете Тројице, Нарцисову фонтану и као најпознатији, Робову фонтану.